# Carta del Lavoro

La Carta del Lavoro è uno dei documenti fondamentali del fascismo, varato il 21 aprile 1927: esprime i suoi principi sociali, la dottrina del corporativismo, l'etica del sindacalismo fascista e la politica economica fascista.

## La Carta del Carnaro

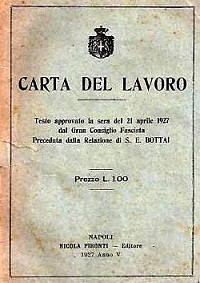

La Carta del Carnaro ha una matrice che discende dall'interventismo di sinistra dei Fascio rivoluzionario d'azione internazionalista, ma soprattutto dal sindacalismo rivoluzionario di Alceste de Ambris e Filippo Corridoni, che in parte si ritrova nel Manifesto dei Fasci italiani di combattimento, pubblicato su "Il Popolo d'Italia" il 6 giugno 1919. Nello specifico, dal manifesto pubblicato su Il Popolo d'Italia, viene estrapolata la parte più legata al fascismo di sinistra del Programma di piazza San Sepolcro; tralasciando i propositi imperiali e risultando base ideale del fascismo, ma da esso applicato solo in parte a causa della contrarietà della monarchia e degli ambienti industriali e conservatori.
Soltanto il sindacalismo fascista negli anni venti si distaccò in parte dalla cultura ufficiale del fascismo, rifacendo suo il mito dell'impresa di Fiume e della Carta del Carnaro redatta da Alceste de Ambris.
Giuseppe Bottai rievocando la Carta del Carnaro nel 1938 scrisse:
(Giuseppe Bottai nel 1938 in Ordinamento corporativo)

## L'approvazione della Carta del Lavoro
Il documento fu preparato e discusso una prima volta il 6 gennaio 1927, ma subì una certa difficoltà a vedere la luce, per il dibattito in seno alle confederazioni fasciste dei lavoratori e dei datori di lavoro.

Sebbene esse ritenessero di dover superare la lotta di classe in favore della collaborazione, le posizioni rimangono distanti ed il Gran Consiglio del Fascismo si trova costretto a moderare le varie istanze. Imponendo rinunce ad entrambi, il governo riesce a conciliare le parti: viene ad esempio respinto il minimo salariale per categoria, ma vengono accettate indennità di licenziamento, conservazione del posto di lavoro in caso di malattia ed assicurazioni sociali.
Il testo redatto da Carlo Costamagna, riveduto e corretto da Alfredo Rocco, fu poi approvato dal Gran Consiglio del Fascismo il 21 aprile 1927.
Nonostante non avesse valore di legge o di decreto, non essendo allora il Gran consiglio organo di Stato ma di partito, esso fu pubblicato sulla Gazzetta Ufficiale n. 100 del 30 aprile 1927.
Porta le firme del capo del governo, dei ministri, dei sottosegretari, dei dirigenti del partito, dei presidenti delle confederazioni professionali fasciste dei datori di lavoro e dei lavoratori e si compone di trenta assiomi, o enunciazioni, numerati con cifre romane. Dichiara che il lavoro è un dovere sociale e che il suo fine è assicurare, assai più che la giustizia, la potenza della Nazione, determinando la fine della lotta di classe.
(Giovanni Gentile, rivista mensile di cultura politica “Educazione fascista”)
Essa acquisì valore giuridico nel 1941, quando fu inserita tra i principi generali dell'ordinamento giuridico, con valore non precettivo ma interpretativo delle leggi vigenti.
Nel 1942 la Carta del Lavoro venne inserita come premessa e prefazione del codice civile appena modificato.
Ovviamente con la caduta del regime fascista la Carta perse ogni valore giuridico.

## I temi affrontati
Ispirate dalla Carta del Carnaro e dalle esperienze pre-regime del sansepolcrismo e del sindacalismo rivoluzionario, le tematiche della Carta del Lavoro fanno riferimento alle problematiche tipiche dell'ordinamento fascista quali:  l'elevazione del lavoro in tutte le sue manifestazioni, la trasformazione del sindacato a istituzione pubblica, la collaborazione tra le forze produttrici della nazione, la parità del ruolo tra lavoratore e datore di lavoro, l'intervento dello stato nei rapporti di lavoro e nelle attività economiche, il miglioramento delle condizioni fisiche, economiche, culturali e spirituali dei lavoratori attraverso una legislazione sociale moderna.

## Commenti

Edmondo Rossoni in piazza del Popolo a Roma annuncia la promulgazione della Carta del Lavoro

Secondo il Casini, su Gerarchia, la rivista ufficiale del fascismo, del 1927, i punti fondamentali e più innovativi della Carta del Lavoro erano tre. Innanzitutto il riconoscimento delle Corporazioni, della proprietà privata e il contratto collettivo di lavoro reso obbligatorio.
La conquista delle ferie pagate e delle indennità in caso di morte o di licenziamento sono state definite come:
(Giuseppe Bottai)
Alcuni tra gli ex avversari del fascismo si dichiararono "conquistati" dalla politica sociale varata dal governo Mussolini.

L'ex deputato massimalista Romeo Campanini scrive una lettera (pubblicata da Il Popolo d'Italia) dove si dice "pentito": le politiche sociali fasciste lo hanno costretto "ad un severo esame di coscienza".

Lo stesso giornale, il 5 maggio, pubblica una lettera dell'ex redattore capo dell'Avanti! Pio Gardenghi: in essa si esprime l'approvazione per la Carta del Lavoro e si manifesta la volontà di correggere i vecchi errori.

I Cattolici Nazionali indirizzano a Mussolini un messaggio dove spiegano perché si sono separati dal Partito Popolare e assicurano: la nostra adesione al regime, più che frutto dell'entusiasmo, è dovuta a meditazione e convincimento.